# كريستين أندرسن
كريستين أندرسن (2 أبريل 1976 بآلبورغ في الدنمارك - ) (بالدنماركية: Kristine Andersen)‏ هي لاعبة كرة يد دانمركية في مركز ظهير ‏. شاركت في الألعاب الأولمبية الصيفية 1996 والألعاب الأولمبية الصيفية 2004. ولعبت مع SK Aarhus ‏.

## وصلات خارجية
- كريستين أندرسن على موقع الاتحاد الأوروبي لكرة اليد (الإنجليزية)
- كريستين أندرسن على موقع أوليمبيديا (الإنجليزية)